# Jan Gustafsson
Jan Gustafsson (ur. 25 czerwca 1979 w Hamburgu) – niemiecki szachista, arcymistrz od 2003 roku.

## Kariera szachowa
Od pierwszych lat XXI wieku należy do podstawowych zawodników reprezentacji Niemiec. Reprezentował narodowe barwy na trzech szachowych olimpiadach (2004, 2006, 2008) oraz pięciokrotnie w drużynowych mistrzostwach Europy (2003, 2005, 2007, 2009, 2011). W latach 2004 i 2005 dwukrotnie zdobył srebrne medale indywidualnych mistrzostw Niemiec, natomiast w 2007 – medal brązowy.
W 1996 r. w Pinnebergu zdobył tytuł mistrza Niemiec juniorów do lat 17, triumfował w Sas van Gent, a w 1997 i 1998 w dwóch kolejnych międzynarodowych turniejach juniorów, rozegranych w Hengelo. W 1999 r. triumfował w mistrzostwach NATO, rozegranych w Stetten am kalten Markt. W 2001 r. podzielił I miejsce (wraz z m.in. Leonidem Judasinem, Władimirem Bakłanem, Igorem Chenkinem i Siergiejem Szipowem) w otwartym turnieju w Ano Liosia, zwyciężył w mistrzostwach kraju w szachach błyskawicznych oraz w kolejnym openie, rozegranym w Dreźnie. W kolejnych latach zwyciężył bądź podzielił I miejsca w m.in. Deizisau (2002, wraz z m.in. Lewonem Aronianem, Władimirem Jepiszynem i Rustemem Dautowem), Böblingen (2002, wraz z Pawłem Jaraczem i Rainerem Buhmannem), Waischenfeld (2004, wraz z Michaelem Bezoldem) oraz w Waischenfeldzie (2006, wraz z Arturem Jusupowem i Michaelem Prusikinem). W 2008 r. podzielił II m. (za Peterem Leko, wspólnie z Janem Niepomniaszczijem, Szachrijarem Mamediarowem i Wasilijem Iwanczukiem) w turnieju Dortmunder Schachtage w Dortmundzie. W 2011 r. zwyciężył (wspólnie z Nigelem Shortem i Francisco Vallejo Ponsem) w Pattayi.
Najwyższy ranking w dotychczasowej karierze osiągnął 1 listopada 2010 r., z wynikiem 2652 punktów zajmował wówczas 92. miejsce na światowej liście FIDE, jednocześnie zajmując 3. miejsce wśród niemieckich szachistów.